# Bulphan
Bulphan är en by i distriktet Thurrock, i grevskapet Essex, i England. Orten har 1 010 invånare (2016). Bulphan var en civil parish fram till 1936 när blev den en del av Thurrock. Civil parish hade 455 invånare år 1931. Byn nämndes i Domedagsboken (Domesday Book) år 1086, och kallades då Bulgeuen.